# Wieland-Museum (Biberach)

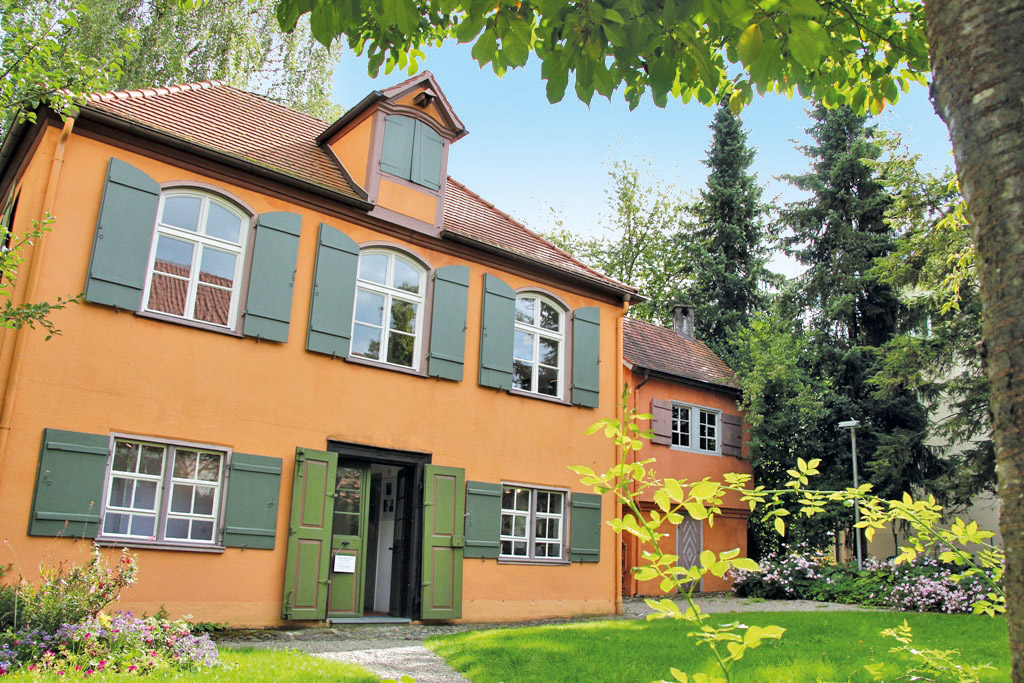
Das Wieland-Museum in der Saudengasse

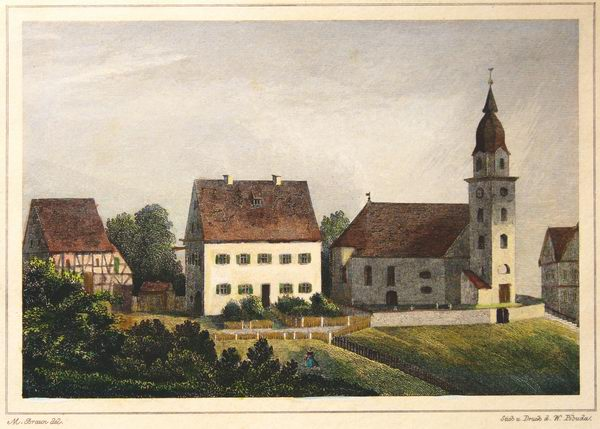
Wielands Geburtshaus

Das Wieland-Museum in Biberach an der Riß erinnert an Leben und Werk des hier aufgewachsenen Dichters und Schriftstellers Christoph Martin Wieland. Eine erste Gedenkstätte wurde 1905 durch den Biberacher Kunst- und Altertumsverein unter Leitung von Reinhold Schelle gegründet und 1907 im Wieland-Gartenhaus eröffnet, dessen Obergeschoss Wieland während seiner Tätigkeit als Kanzleiverwalter 1766 – 1769 gemietet hatte. Nach langjähriger ehrenamtlicher Betreuung ging das Museum 1972 in den Besitz der Stadt Biberach über und gliederte sich in die drei Teilbereiche: Wieland-Archiv, Wieland-Gartenhaus und Wieland-Schauraum. 2009 erhielt das Wieland-Museum eine neue Dauerausstellung im Wieland-Gartenhaus. Das Wieland-Museum ist neben dem Wieland-Archiv unter dem Dach der Christoph Martin Wieland-Stiftung Biberach angesiedelt.

## Wieland-Archiv
Das Wieland-Archiv ist eine Forschungsstätte mit einer Bibliothek von über 15.500 Büchern, Zeitschriften und Sonderdrucken sowie über 1.000 Handschriften, davon mehr als 350 eigenhändige Briefe von Wieland. Hinzu kommt eine umfangreiche Bild- und Objektsammlung, darunter das Wieland-Porträt von Georg Oswald May aus dem Jahr 1779. Die Sammelschwerpunkte sind: Wielands Werke in sämtlichen gedruckten Ausgaben sowie Handschriften des Dichters und seiner Zeitgenossen, des Weiteren zeitgenössische Literatur und Sekundärliteratur zum Thema Wieland. Die Rekonstruktion von Wielands Privatbibliothek sowie Sondersammlungen zu Sophie von La Roche, Justin Heinrich Knecht und zur Geschichte des Theaters im 18. Jahrhundert sind weitere Aufgabenfelder. Das Wieland-Archiv ist Mitherausgeber der Buchreihe Wieland-Studien, die der Wieland-Forschung als Publikationsorgan dient. Außerdem betreut das Wieland-Archiv die beiden Dauerausstellungen im Wieland-Gartenhaus und im Wieland-Schauraum.

## Wieland-Gartenhaus

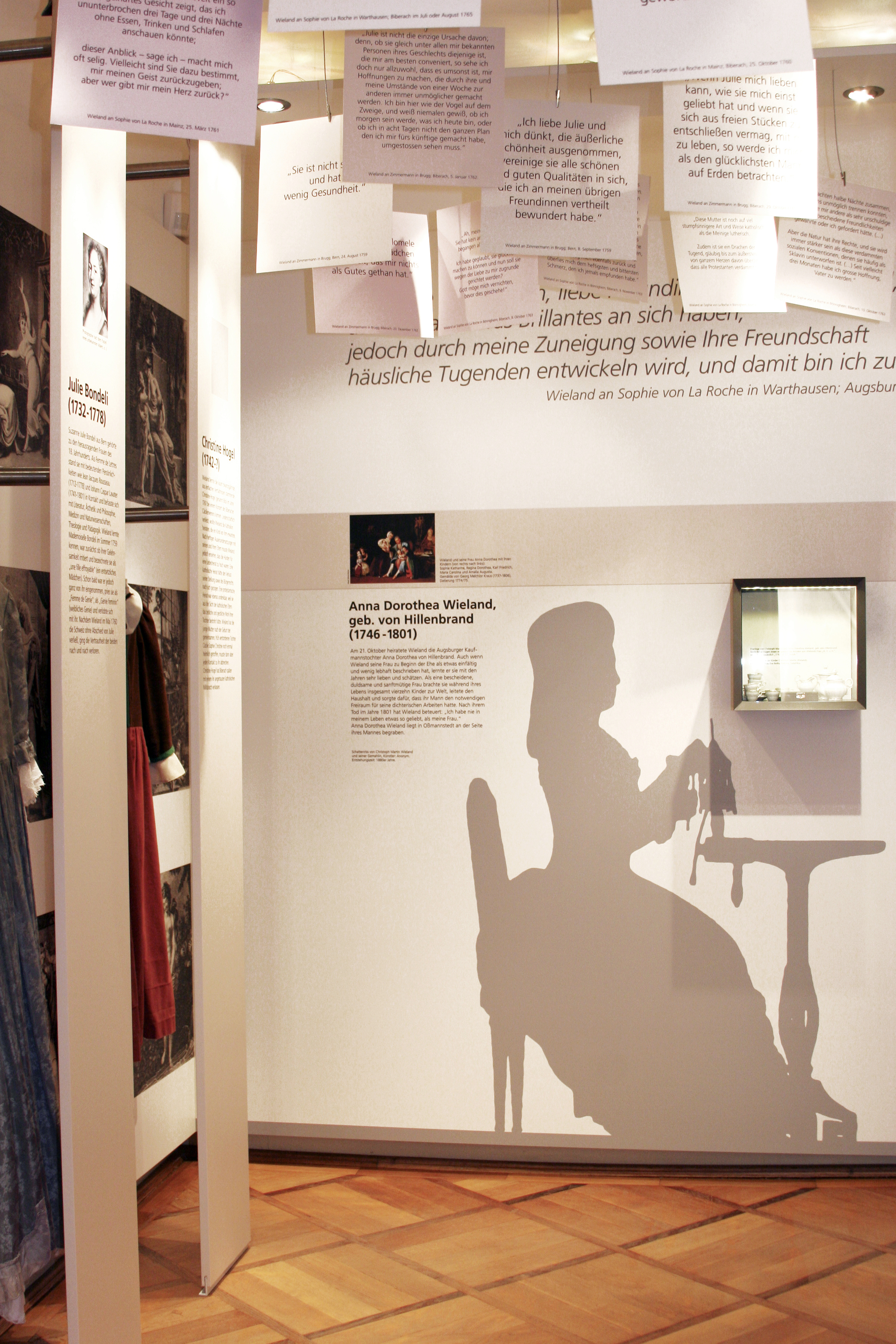
Blick in den "Frauenraum" im Wieland-Museum

Im Wieland-Gartenhaus (Saudengasse 10/1) zeigt die Dauerausstellung „Gärten in Wielands Welt“ die Bedeutung der Gartenkunst für Wielands Leben und Werk. 1766 – 1769 hatte der Dichter das Obergeschoss des größeren der beiden Gartenhäuser als Refugium gemietet. Dort entstanden das Feenmärchen Idris und Zenide und große Teile des Entwicklungsromans Geschichte des Agathon. Die Ausstellung führt den Betrachter vom ländlichen Pfarrgarten in Oberholzheim, Wielands Geburtsort, bis hin zum Landgut in Oßmannstedt, das sich der Dichter als Alterssitz erworben hatte. Dazwischen wird an Schloss Warthausen erinnert, wo Wieland im höfischen Kreis um den Grafen Anton Heinrich Friedrich von Stadion und in der Gesellschaft von Sophie von La Roche während seiner Biberacher Jahre verkehrte, des Weiteren an die Stadt Weimar, die Schlösser und Parklandschaften von Tiefurt und Belvedere, aber auch an die poetischen Kunstlandschaften des Irrhains vom Pegnesischen Blumenorden bei Nürnberg oder an den Park Sanspareil bei Bayreuth. Das Gartenhaus mit Nebengebäude grenzt heute an den 1999 eröffneten Biberacher Bürgerpark. Durch die Umgestaltung hat das Ensemble seinen ursprünglichen Charakter weitgehend eingebüßt.

## Wieland-Schauraum
Der Wieland-Schauraum befand sich früher in der Fruchtschranne hinter dem Rathaus. Unter anderem wurde hier die Biberacher Theaterwelt und das literarische Leben in der zweiten Hälfte des 18. Jahrhunderts dargestellt. So war unter den Schaustücken die Theatertafel der Bürgerlichen Komödiantengesellschaft zu Biberach, 1749 von Johann Martin Klauflügel in Öl auf Holz gemalt, vertreten. Aber auch die politische Situation in der ehemaligen Reichsstadt wurde berücksichtigt, wobei die besondere Regierungsform der Parität beider Konfessionen für Wielands Roman Die Geschichte der Abderiten vielfache Anregungen gab. Zahlreiche Erinnerungsstücke zeigten die langjährige Wieland-Verehrung in seiner Vaterstadt. In einer Multimedia-Präsentation wurden Wielands Leben und Werk erläutert und in Videoclips und Bildern vorgeführt. Mit der Neugestaltung der Dauerausstellung im Wieland-Gartenhaus 2009 wurde der Wieland-Schauraum in seiner bisherigen Form aufgelöst. Leben und Werk des Dichters werden nun in einem neuen Schauraum im Erdgeschoss des Gartenhauses präsentiert.

## Wieland-Stätten in Biberach

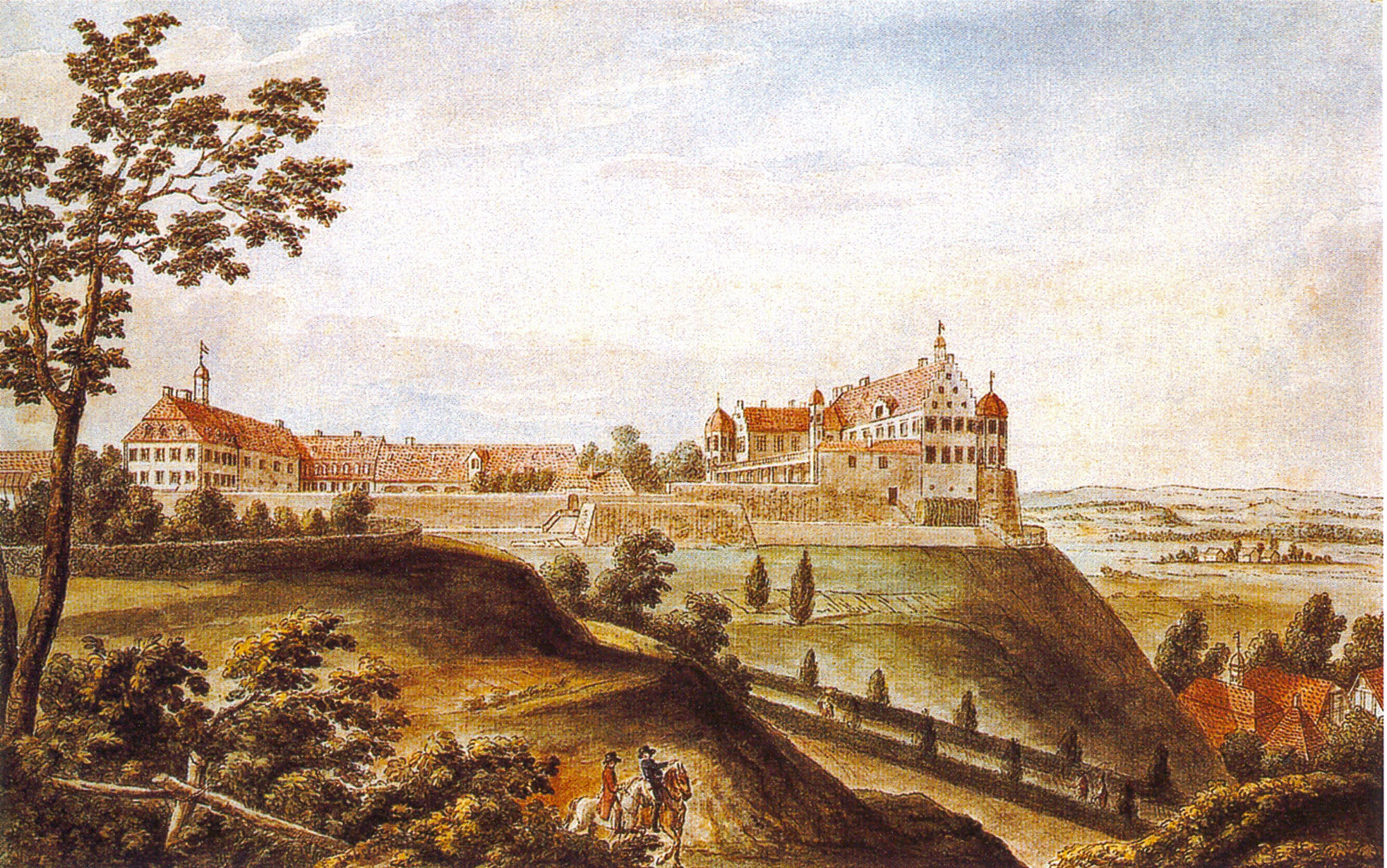
Schloss Warthausen 1781

Das ehemalige Gasthaus Zum Schwarzen Bären (Marktplatz 2) ist das Stammhaus der Familie Wieland. Des Weiteren haben sich Wielands Elternhaus (Waaghausstraße 3) und Wielands Schule (Alte Lateinschule, Zwingergasse 5) erhalten. Im ehemaligen Komödienhaus in der Schlachtmetzig (Viehmarktstraße 8), 1686 – 1858 Biberachs Theatersaal, wurde im September 1761 als erste deutsche Shakespeare-Aufführung überhaupt Der Sturm unter Wielands Leitung und in seiner Übersetzung aufgeführt (Scraffito-Bild an der Fassade). Wielands Amtssitz als Kanzleiverwalter mit Dienstwohnung befand sich in der Nähe des Alten Rathauses (Hindenburgstraße 3). Im Wieland-Park (Theaterstraße vor der Stadthalle) wurde der Dichter 1881 mit einem Denkmal geehrt. Die Wieland-Linde gilt nach der Überlieferung als Verlobungsort mit Wielands Cousine Sophie Gutermann, der späteren Schriftstellerin Sophie von La Roche. Ein Höhenwanderweg, den auch Wieland oft benutzte, führt ins nahe Warthausen, dessen Schlossmuseum noch zahlreiche Erinnerungsstücke an Wieland und den literarischen Kreis um den Grafen Friedrich von Stadion bewahrt.

## Leiter des Wieland-Museums
- 1907–1930: Reinhold Christian Schelle (1845–1930)
- 1930–1940: Fritz Mayer
- 1940–1972: Eugen Schelle (1891–1972)
- 1972–2008: Viia Ottenbacher
- 2008–2012: Yvonne Dellsperger
- seit 2012: Kerstin Bönsch